# Hymenasterides zenognathus
Hymenasterides zenognathus is een zeester uit de familie Pterasteridae.
De wetenschappelijke naam van de soort werd in 1911 gepubliceerd door Walter Kenrick Fisher.